# Thorsten Ericson
Thorsten Ericson, född 17 juli 1885 i Borås, död 21 maj 1965 i Lidingö var en svensk ingenjör och företagsledare.
Ericson, som var son till handlaren Gustaf Ericson och Gerda Gustafsson, utexaminerades från Chalmers tekniska institut 1908, blev verkställande direktör för Aktiebolaget Skandinaviska Elektricitetsverk 1919, för Aktiebolaget Bergslagens gemensamma kraftförvaltning 1920, för Electro-Invest 1930, vice verkställande direktör vid Asea 1940, och var Aseas verkställande direktör 1942–1949. Han var styrelseordförande i Asea 1949–1956 (styrelseledamot 1946–1959), STAL och Surahammars Bruks AB till 1956, AB Elektromekano, AB Svenska fläktfabriken, AB Elektro-Helios, AB Skandinaviska Elverk och AB Svenska järnvägsverkstäderna till 1958, AB Liljeholmens kabelfabrik och AB Bergslagens gemensamma kraftförvaltning till 1959 och vice ordförande i AB Elektro-Skandia till 1959.
Ericson var styrelseordförande i Sveriges elektroindustriförening (Elif) 1946–1955.